# یوشینوگاری، ساگا
یوشینوگاری، ساگا (به لاتین: Yoshinogari, Saga) یک شهر در ژاپن است که در استان ساگا واقع شده‌است.

## خصوصیات
یوشینوگاری ۱۶٬۳۰۸ نفر جمعیت دارد.